# This Godless Endeavor
This Godless Endeavor è il sesto album in studio del gruppo musicale thrash metal statunitense Nevermore, pubblicato dalla Century Media nel 2005.

## Tracce
1. Born – 5:05
2. Final Product – 4:21
3. My Acid Words – 5:41
4. Bittersweet Feast – 5:01
5. Sentient 6 – 6:58
6. Medicated Nation – 4:01
7. The Holocaust of Thought – 1:27
8. Sell My Heart For Stones – 5:18
9. The Psalm of Lydia – 4:16
10. A Future Uncertain – 6:07
11. This Godless Endeavor – 8:55

## Formazione
- Warrel Dane - voce
- Jeff Loomis - chitarra
- Steve Smyth - chitarra
- Jim Sheppard - basso
- Van Williams - batteria